# Atene Centrale
L'unità periferica di Atene Centrale (in greco: Περιφερειακή ενότητα Κεντρικού Τομέα Αθηνών) è una suddivisione amministrativa della periferia dell'Attica con 1.029.520 abitanti al censimento 2011.
È stata istituita nel gennaio 2011 a seguito della riforma amministrativa detta Programma Callicrate e comprende la città di Atene e i comuni limitrofi.

## Geografia antropica

### Suddivisioni amministrative
L'unità periferica è suddivisa in 8 comuni. Il numero tra parentesi indica la posizione del comune nella cartina. Comprende parte della vecchia prefettura di Atene
- Atene (1)
- Dafni-Ymittos (13)
- Filadelfia-Chalkidonia (32)
- Galatsi (11)
- Īlioupolī (16)
- Kaisarianī (19)
- Vironos (10)
- Zografo (15)